# Anton Rupnik
Anton Rupnik, slovenski novinar, diplomat in publicist, * 9. junij 1937, Laše.
Rupnik je po diplomi 1961 iz slavistike in svetovne književnosti na ljubljanski Filozofski fakulteti stopil v jugoslovansko diplomatsko službo. V letih 1963−1970 je bil v Parizu in Zürichu diplomatsko-konzularni uslužbenec, nato do 1992 zaposlen pri časopisu Delo, med drugim kot urednik tednika Teleks ter dopisnik iz Bonna in Moskve. Leta 1992 se je zaposlil v diplomatski službi na Ministrstvu za zunanje zadeve Republike Slovenije, 1994-97 kot pooblaščeni minister na veleposlaništvu RS v Moskvi, vodil je misijo OVSE v Kazahstanu, nato je bil en mandat ambasador Slovenije pri Srednjeevropski pobudi v Trstu.
Kot poznavalec dežel, v katerih je služboval, je napisal več zanimivih vsebinsko poglobljenih prispevkov, podlistkov in knjig (V znamenju "D", 1982, v hrvaškem jeziku izšla že 1981), Švicarska čarobna formula CH, 1987 (COBISS), za slednjo je prejel Kajuhovo nagrado in Tretji Rim: Rusija nekoč in danes, 1999.
Rupnik je tudi sodni tolmač za slovensko-ruski jezik.